# Semniomima fuscivenalis
Semniomima fuscivenalis is een vlinder uit de familie van de grasmotten (Crambidae). De wetenschappelijke naam van deze soort is voor het eerst voorgesteld als Lygropia fuscivenalis door William Schaus in een publicatie uit 1920.
De soort komt voor in Peru.